# Utraulā
Utraulā är en ort i Indien.   Den ligger i distriktet Balrampur och delstaten Uttar Pradesh, i den nordöstra delen av landet, 500 km öster om huvudstaden New Delhi. Utraulā ligger 109 meter över havet och antalet invånare är 28 437.
Terrängen runt Utraulā är mycket platt. Runt Utraulā är det tätbefolkat, med 762 invånare per kvadratkilometer. Det finns inga andra samhällen i närheten. Trakten runt Utraulā består till största delen av jordbruksmark.